# Octarrhena filiformis
Octarrhena filiformis är en orkidéart som först beskrevs av Louis Otho Otto Williams, och fick sitt nu gällande namn av Pieter van Royen. Octarrhena filiformis ingår i släktet Octarrhena och familjen orkidéer.

## Underarter
Arten delas in i följande underarter:
- O. f. brachyphylla
- O. f. filiformis
- O. f. glabra